# Garðabær
Garðabær (néha Gardabaer, kiejtése: ˈkarðaˌpaiːr̥) önkormányzat Nagy-Reykjavík területén belül. Népessége 2011 januárjában 10 909 fő volt.
Az önkormányzat területén helyezkedik el egy 5067 m²-es TV-stúdió, ahol a Lazy Town című gyerekműsort rögzítették. Ez a stúdió rendelkezik az egyik legfejlettebb HDTV-szolgáltatással Európában.

## Története
Garðabær gyorsan növekvő város Reykjavík vonzáskörzetében, Izland hatodik legnagyobb városa. A város környéke a 9. század –  az első viking telepesek megjelenése – óta lakott. A Landnámabók (Honfoglalás könyve) megemlít két gazdaságot (Vífilsstaðir és Skúlastaðir) a város mai helyén. Vífilsstaðir Vífill után kapta a nevét, aki Ingólfur Arnarson, Izland első telepesének rabszolgája volt. Ingólfur felszabadította Vífillt és neki adta a területet.

## Áttekintés
Garðabært sok látványos természetvédelmi terület veszi körül. A város több részéről is látható a Snæfellsjökull, valamint a 914 m magas Esja, és ugyancsak jó kilátás nyílik Reykjavíkra és Kópavogurra. Dél felé pedig a Reykjanes-félsziget hegyei láthatók. Itt található az ország egyetlen IKEA-áruháza. A város ad otthont Marel hf.-nek, amely Izland legnagyobb vállalata.

## Sport
A város labdarúgócsapata a Stjarnan, amely az izlandi csapatok élvonalához tartozik.

## Jegyzetek

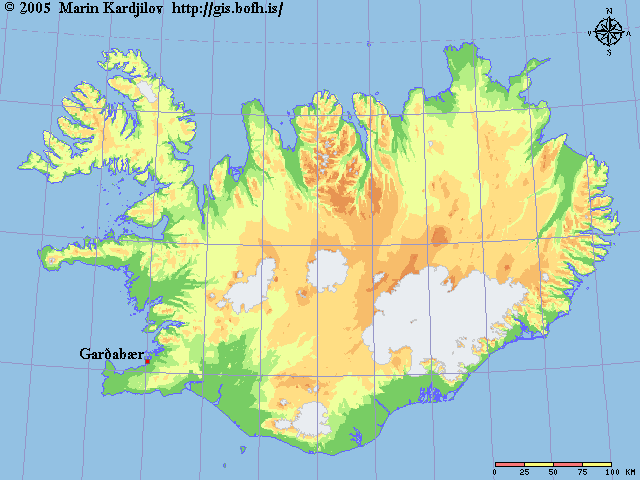
A város elhelyezkedése Izland hegy- és vízrajzi térképén

## Testvérvárosai
- – Asker
- – Jakobstad
- – Eslöv
- – Tórshavn
- – Birkerød